# Fausto Leali
 Fausto Leali (n. 29 octombrie 1944, Nuvolento, Lombardia, Regatul Italiei) este un cantautor italian.